# Foot-candle
Foot-candle, auch Foot Candle oder Footcandle, ist eine angloamerikanische Nicht-SI-Einheit für die Beleuchtungsstärke bzw. Lichtstromdichte im United States customary units-Maßeinheitensystem.

## Definition
Das foot-candle ist die Beleuchtungsstärke, die sich ergibt, wenn sich ein Lichtstrom von 1 Lumen (lm) gleichmäßig auf eine Fläche von einem Quadratfuß verteilt:
Die Umrechnung in das SI-Einheitensystem ist demnach:
{\displaystyle \mathrm {1\;fc={\frac {1\;lm}{1\;ft^{2}}}={\frac {1\;lm}{(0{,}3048\;m)^{2}}}\approx 10{,}764\;lx} }
Eine dazu äquivalente Definition ist, dass 1 fc die Beleuchtungsstärke in 1 ft Entfernung von einer Lichtquelle der Lichtstärke 1 cd ist.
Einheitenzeichen sind fc, ftc, ft-c und inzwischen auch lm/ft².
Anwendung findet die physikalische Einheit heute noch in der Architektur, beim Bühnenlicht, in der Fotografie und bei der Spezifikation von Fotosensoren.
Die vorgeschriebenen Beleuchtungsstärken an Arbeitsplätzen und für einen eingeschränkten Personenkreis bzw. die Öffentlichkeit vorgesehenen Gebäudeteilen gibt die Illuminating Engineering Society (IES) weiterhin in foot-candle an.

## Geschichte
Die foot-candle war stets als die „Helligkeit“ (Beleuchtungsstärke) definiert, die eine Standardkerze (engl.: standard candle) in einem Fuß Entfernung zur Flamme erzeugte. Im Laufe der Geschichte waren verschiedene Standardkerzen in Gebrauch bis zur heutigen Definition der Maßeinheit Candela (siehe Lichtstärke). Entsprechend änderte sich dann der Wert der Foot-candle.